# Айніс
Айніс (дав.-гр. Αἰνίς ,IPA: [ajˈniːs], новогрецька Αινίδα, IPA: [eˈniða]) або Еніанія (Αἰνιανία) — регіон Стародавньої Греції, розташований поблизу Ламії в сучасній Центральній Греції, що приблизно відповідає верхній частині долини річки Сперхейос .

## Назва
Область отримала свою назву від племені айнян, яке мешкало на цій території. Назва Айніс вперше згадується в римські часи; єдиною відомою ранішньою назвою регіону була «земля еніан», або Ainianōn khōra (Теопомп) .

## Географія
Айніс розташований у верхній частині долини Сперхея і межує з Долопією на заході, Оітай на півдні, Малісом на сході та Ахаєю Фтіотіс на півночі. [1] Точні межі з Оітай і Малісом ніколи не були визначені. [2] Річка Сперхейос протікає через цей регіон на своєму шляху до затоки Маліак, а в Айнісі впадає її головна притока Інахос. Територія обмежена на півночі горами Отріс, а на заході — гірським масивом Пінд з вершиною Тімфрест, яку видно з більшої частини регіону. На півдні розташовані вершини гори Гулінас і гори Оіті, розділені річкою Інахос.
Більша частина Айніса сьогодні складається з родючої річкової рівнини; Проте, чи так було в античності, залишається невизначеним. Як і в Греції загалом, тут спостерігається певна сейсмічна активність із гарячими джерелами поблизу села Платістомо . Після впровадження сучасного опалення раніше лисі передгір'я навколишніх гір тепер вкриті густими заростями плюща та опунції .

## історія
Плутарх пише (Quest. Graec. 12), що одного разу айняни були вигнані лапіфами з Фессалії і блукали грецьким півостровом, поки не оселилися у верхній частині долини Сперхея. Згідно з Плутархом, коли айнянці нарешті знайшли своє місце в тому, що стане Айнісом, ця земля вже була заселена інахійцями та ахейцями. Проте Фемій, цар айнянців, убив каменем Гіпароха, царя інахійців, коли той відвернувся, таким чином завоювавши регіон для свого народу. [1]
Айняни карбували монети в Гіпаті з головою Зевса на аверсі та легендарним царем Фемієм на реверсі.

## Населені пункти
Про поселення, що існували в регіоні, відомо небагато, окрім міста Гіпата. В написах у Дельфах згадується кілька полюсів (Кафелейс, Корофей, Фірагій і Талана), але жодне з них, крім Гіпати, не було переконливо ідентифіковане. [1] Також виявлені інші поселення, які не були полісами, зокрема Состеніс і Сперхей. [1] Менше поселення, Макра Коме, згадується в уривку Лівія як спустошене етолійцями під час Другої македонської війни. Однак у цьому районі є кілька відомих місць, переважно елліністичного періоду, деякі з яких мали міський характер.

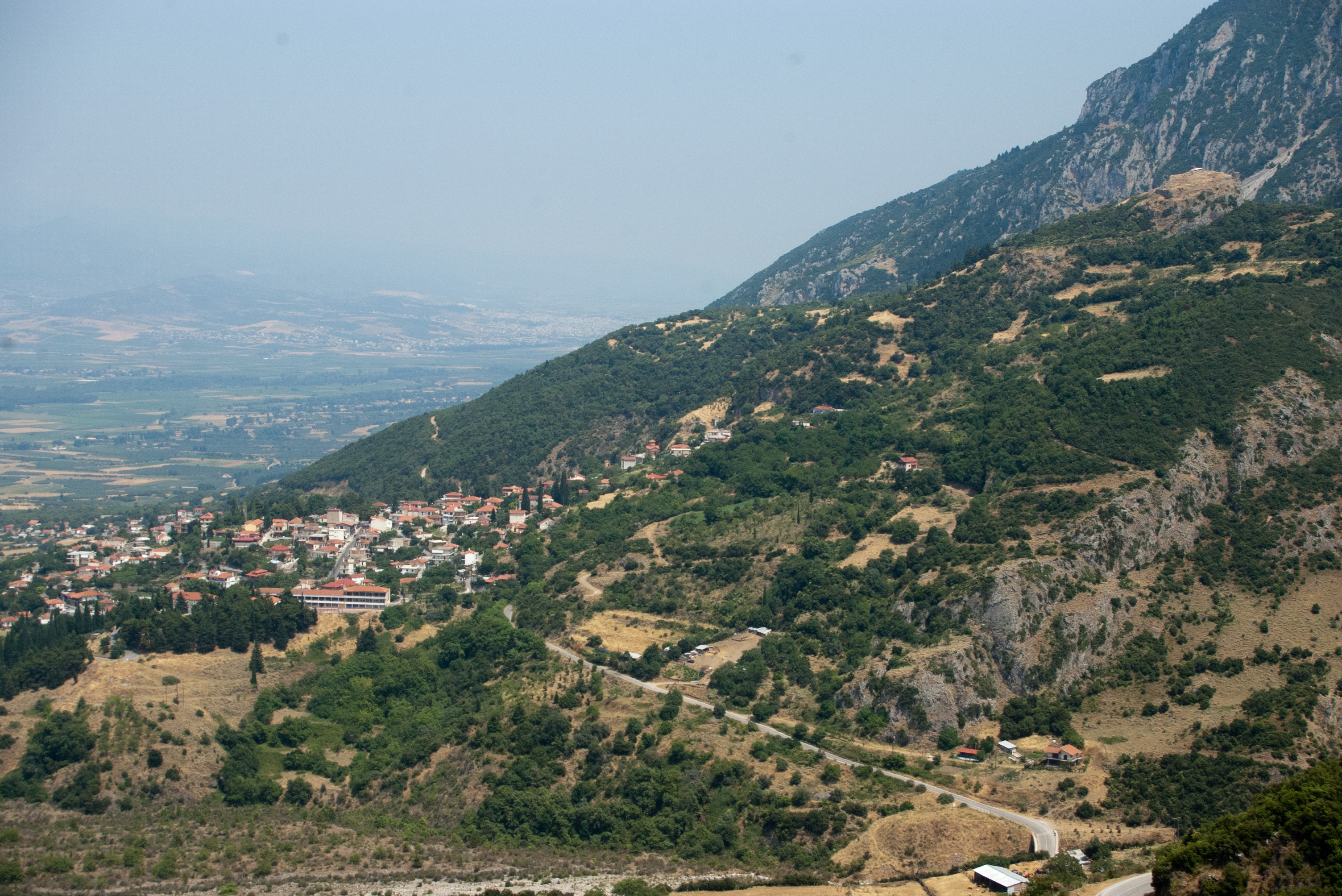
Гіпата (Ypati).

### Гіпата
«Столиця» Айніса, Гіпата (Ὑπάτα), знаходилися в сучасному місті Іпаті на північному схилі гори Ета; назва, може походити від гіпо Оіта (ὑπὸ Οἴτα</link> , що означає «біля гори Ета»). Стародавнє місто, ймовірно, було розділене на нижнє укріплене місто, розташоване приблизно на сучасному місці міста, та акрополь, який все ще видно вище гори. Крім деяких укріплень і написів, дуже мало що з стародавнього міста видно сьогодні; мандрівники на початку 20-го століття помітили стародавні блоки та плити, вбудовані в сучасні будинки, але більшість із них, ймовірно, було зруйновано, коли німецький Вермахт зруйнував більшу частину міста під час Другої світової війни . Командирська вежа на Акрополі пізніша, побудована в середні віки. Політична область Гіпати, ймовірно, простягалася далеко на північ на річковій рівнині, про що також згадується в кількох написах. Дорога через гору Ета вела на південь від Гіпати до Калліону в Етолії .</br>
Дія більшої частини " Золотого осла " Апулея відбувається в Гіпаті та навколо неї, яка на час дії роману була процвітаючим римським містом. Після запровадження християнства Гіпата став митрополичим єпископом у римській провінції Ахея . У пізній античності Гіпата стала притулком громадян Патр, які втекли від слов'янської навали на Грецію ; як наслідок, місто змінило свою назву на Неопатра («Нові Патри»), яке воно зберегло до заснування сучасної грецької держави в 19 столітті.

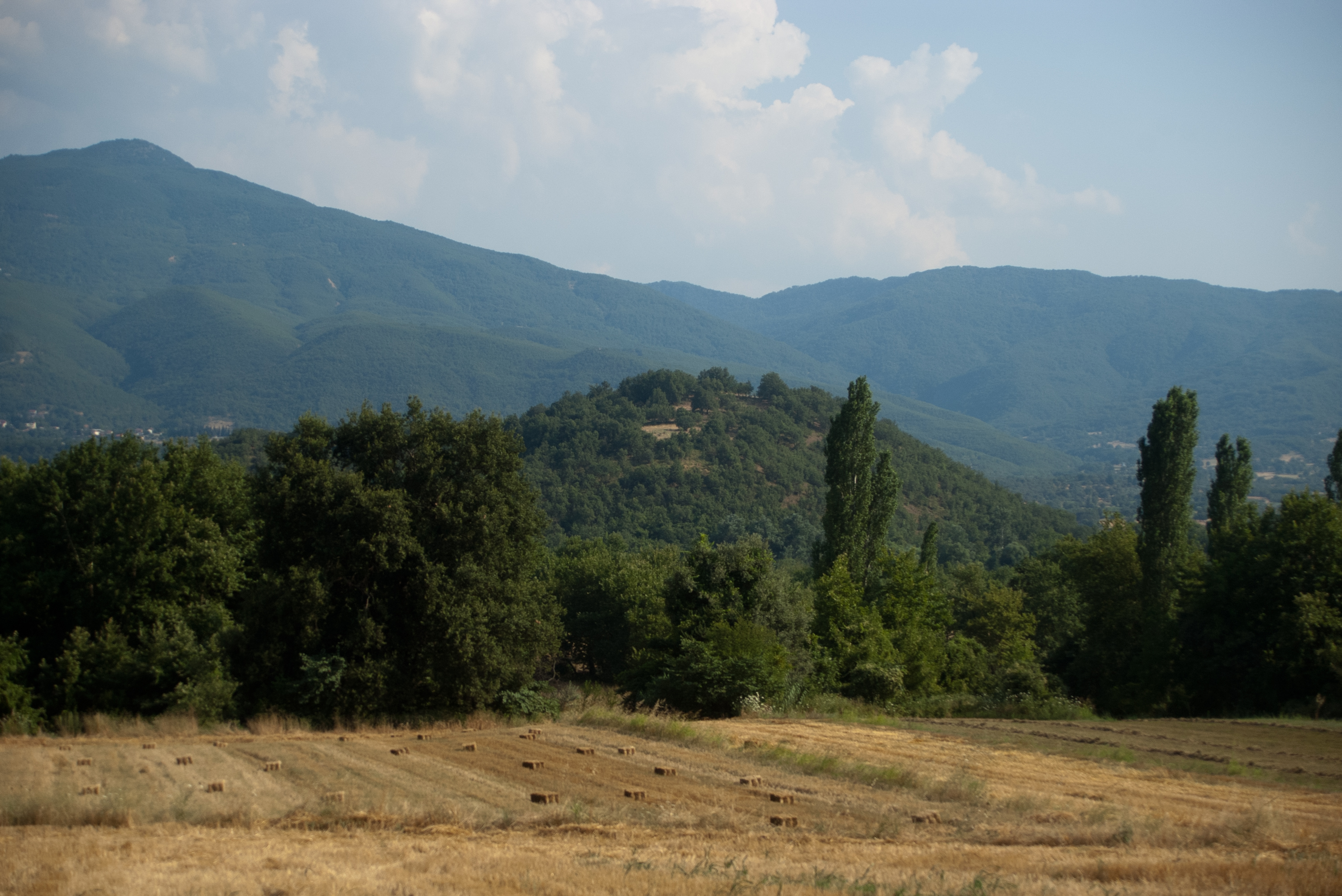
Вид на Кастрорахі з Вітолі.

### Кастрорачі
Витягнутий пагорб поблизу села Вітолі (Βίτολη) носить назву «астрорахи» (Καστρόραχη, «замкова гряда»), а на його вершині є залишки стіни з багатьма вежами, а також вражаючі ворота. Стіна охоплює весь пагорб, який має форму перекошеної букви «Т», і збереглася лише в обмеженій мірі. Жодних залишків споруд, окрім стіни ланцюга, не виявлено. Стратегічне значення укріплень не можна недооцінювати, оскільки розташування домінує над верхньою рівниною долини, а також місцем злиття Сперхея з його притокою Папагурна.
Місцезнаходження часто пов'язують із стародавнім полісом Сперхей, але ідентифікація залишається невизначеною.
Стелін, відвідавши це місце на початку 1910-х років, писав, що неможливо побачити, чи було це місце заселене в давнину через пізніше сільськогосподарське використання пагорба. Він зміг знайти на цьому місці лише сліди червонуватої кераміки, яку він датував елліністичним періодом. Через кілька десятиліть Бекіньйон повідомляє, що стан стін був посереднім, ймовірно, через пограбування каменю.

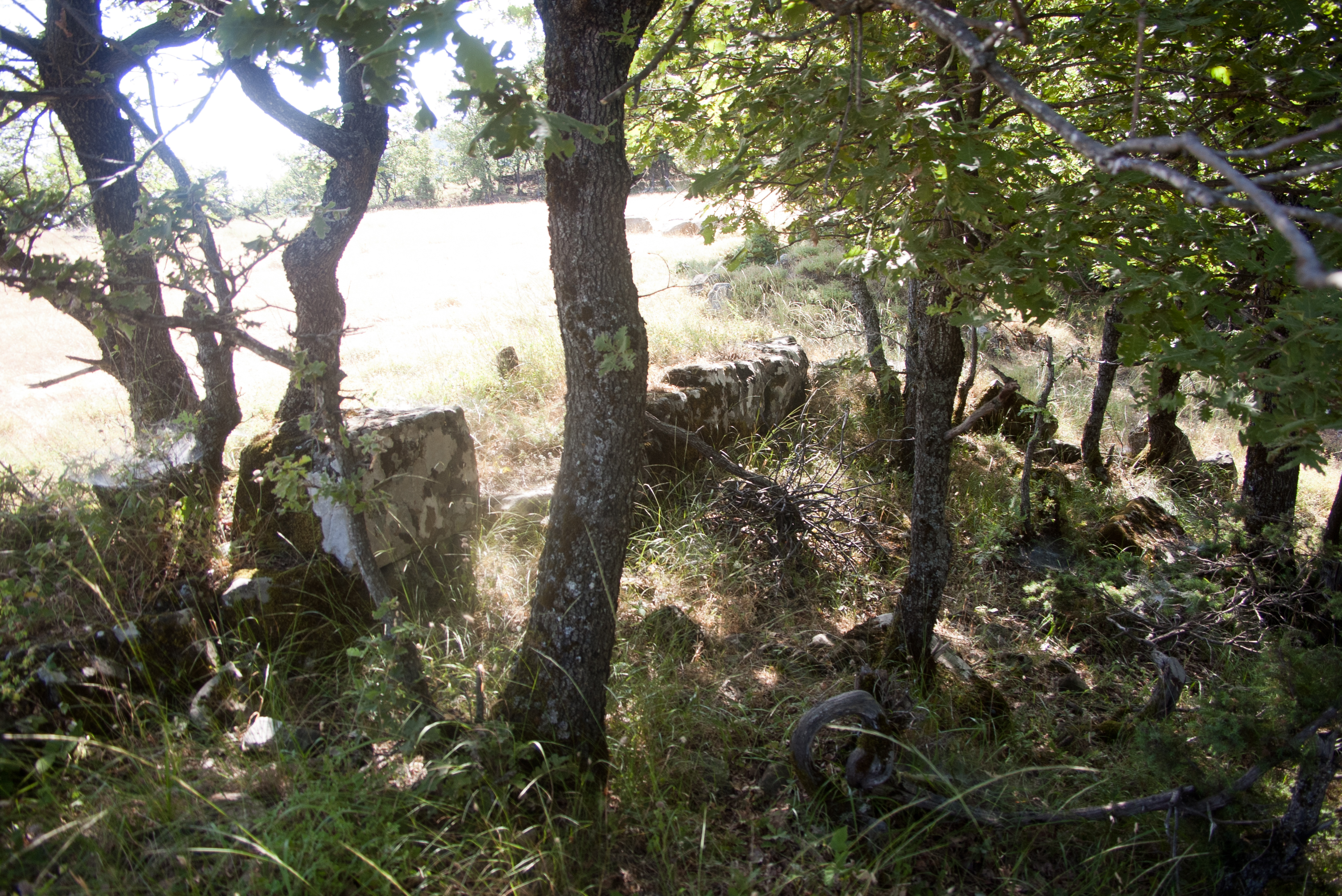
Сайт в Ано Фтері.

### Ано Фтері
Трохи на південь від Кастрорахі, вгору по схилу від Фтері, є інше місце значного розміру, відоме як Еллініка . Кругла стіна тягнеться навколо плато між двома ярами. Погляд досить наказовий; усі відомі місця в Айнісі видно з цього місця, що робить його місцем стратегічного значення.</br>
Залишки в Ано Фтері, як і у випадку з Кастрорахі, пов'язують із стародавнім полісом Сперхей, але ця теорія ще не доведена. Приблизно в 1973 році тут було знайдено тіло жіночої статуї з туфу, інших знахідок не було опубліковано. Бекіньйон інтерпретував це місце як просто спостережний пост, а не оборонну позицію.

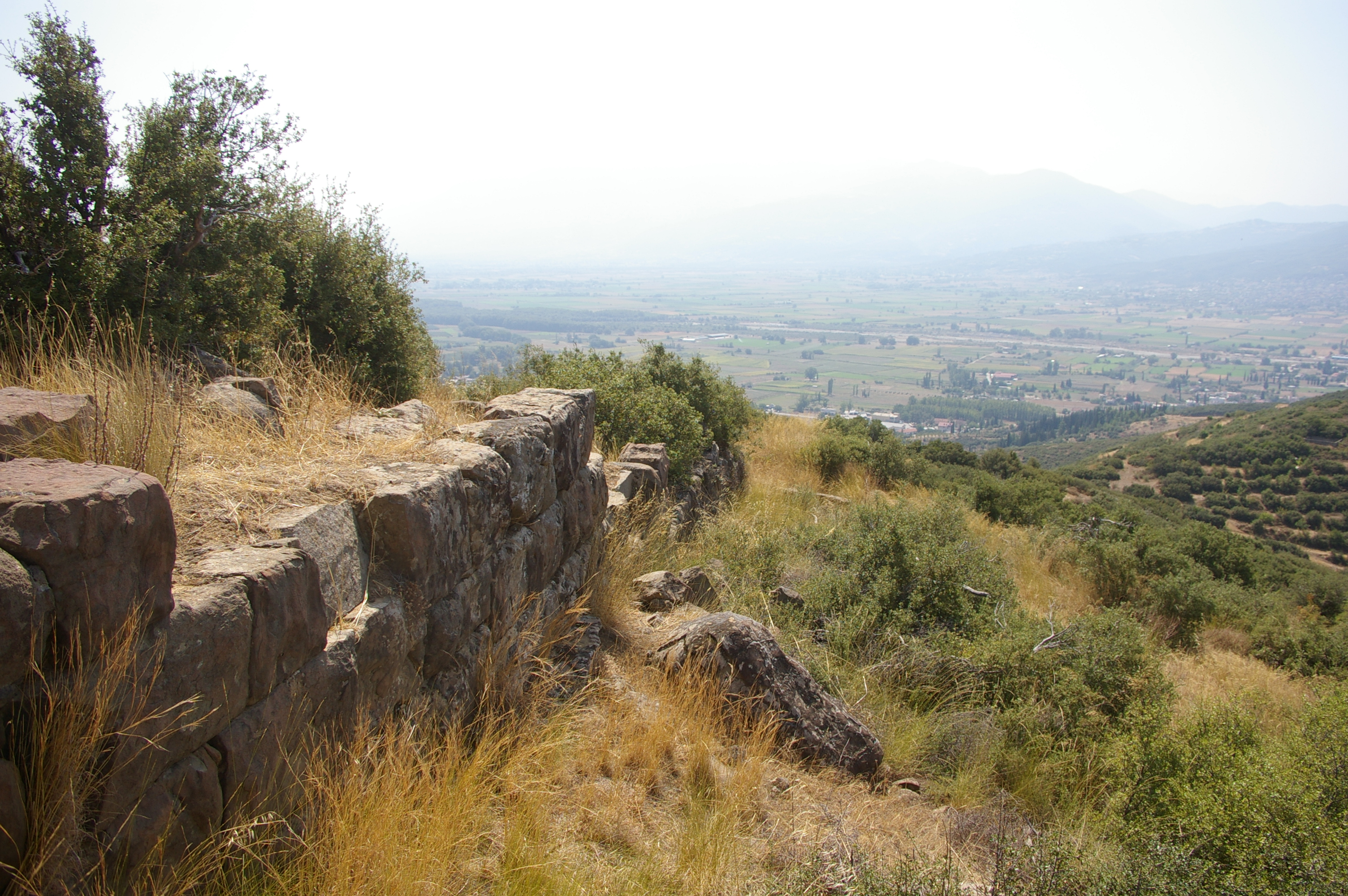
Вид з Профітіс Іліас.

### Профітіс Іліас, в давнину в центрі
пагорфітіс Іліас (Προφήτης Ηλίας) виходить на більшу частину нижніх рівнин Сперхея та охороняє перевал Янніцу, що веде на північ до Фессалії . Кругла стіна оточує дві вершини пагорба, створюючи подвійний акрополь з неглибоким сідлом між ними. Дуже мало все ще можна побачити на місці; більша частина круглої стіни втрачена, найбільш вражаюча частина розташована вздовж південно-західного схилу з кількома фундаментами веж. Бекіньон вказує, що він знаходив в 1920-х роках переважно на північній вершині були залишки фундаментів будинків.</br>
У підніжжі та на рівнині під пагорбом Жорж Ру в 1954 році помітив залишки можливого нижнього міста, а також деякі епіграфічні матеріали в сусідньому селі Платистомо . Ру та більшість інших вчених початку 20-го століття інтерпретували останки в Профітіс Іліас як останки Макри Коме (Μακρὰ Κώμη), коротко згаданої в Лівіях, а сусіднє місто Варибомбі з тих пір змінило свою назву на Макракомі в результаті цього.
Стелін, Бекіньон і Ру датують останки в Профітіс Іліасі елліністичним періодом (кінець 4-го — початок 2-го століття до н. е.), ця точка зору підтверджується знахідками під час розкопок, проведених місцевим ефоратом Грецької археологічної служби в Ламії в 1970-х роках. Це заперечується деякими місцевими авторами, які стверджують, що пагорб є місцем розташування напівміфічної Фтії, батьківщини Ахілла . Однак це ґрунтується на філологічних читаннях і не підтверджується жодними археологічними доказами.
Місце в Профітіс Іліасі зараз є предметом археологічних досліджень, які проводяться 14-м ефоратом у Ламії та Шведським інститутом в Афінах .